# 若松賢治
若松 賢治（わかまつ けんじ、1972年8月16日 - ）は、鹿児島県出身の元サッカー選手(FW)、指導者（JFA B級コーチ）。登録名は「若松 賢治」

## 来歴
小学3年生から本格的にサッカーを始め、当初はゴールキーパーとしてプレーする。中学2年時からFWに転向、以降現役時代はポストプレーを得意とした。
鹿児島実業高等学校出身。同級生に笛真人、2期先輩に岩元洋成、1期先輩に片野坂知宏、1期後輩に前園真聖・仁田尾博幸・藤山竜仁、2期後輩に笹原義巳がいる。高校3年の時にエースとして第69回全国高等学校サッカー選手権大会準優勝に導いた。
1991年に福岡大学へ進学し、バルセロナ五輪代表候補にも選ばれている。
1991年日本サッカーリーグのマツダSC時代から練習参加していたものの、1991年-1992年のJSLおよび1992年ヤマザキナビスコカップではマツダSC/サンフレッチェ広島の選手として登録されていない。
1993年に福岡大学を中退して正式に広島に入団した。同期入団には、盧廷潤・上村健一・安部雄大・アンドレイがいる。高木琢也が代表招集で抜けた穴を埋めた。
現役引退後はテレビ、ラジオでスポーツ番組のパーソナリティーを担当していた。現在はサッカー指導者、デフサッカーアドバイザー、母校鹿実のコーチとしても活躍している。

## 個人成績
| 国内大会個人成績 | 国内大会個人成績 | 国内大会個人成績 | 国内大会個人成績 | 国内大会個人成績 | 国内大会個人成績 | 国内大会個人成績 | 国内大会個人成績 | 国内大会個人成績 | 国内大会個人成績 | 国内大会個人成績 | 国内大会個人成績 |
| 年度             | クラブ           | 背番号           | リーグ           | リーグ戦         | リーグ戦         | リーグ杯         | リーグ杯         | オープン杯       | オープン杯       | 期間通算         | 期間通算         |
| 年度             | クラブ           | 背番号           | リーグ           | 出場             | 得点             | 出場             | 得点             | 出場             | 得点             | 出場             | 得点             |
| 国内リーグ       | 国内リーグ       | 国内リーグ       | 国内リーグ       | リーグ戦         | リーグ戦         | リーグ杯         | リーグ杯         | オープン杯       | オープン杯       | 期間通算         | 期間通算         |
| ---------------- | ---------------- | ---------------- | ---------------- | ---------------- | ---------------- | ---------------- | ---------------- | ---------------- | ---------------- | ---------------- | ---------------- |
| 1993             | 広島             | -                | J                | 0                | 0                | 5                | 1                | 0                | 0                | 5                | 1                |
| 1994             | 広島             | -                | J                | 0                | 0                | 0                | 0                | 0                | 0                | 0                | 0                |
| 1995             | 広島             | -                | J                | 0                | 0                | -                | -                | 0                | 0                | 0                | 0                |
| 通算             | 国               | 国               | カテゴリー       | 0                | 0                | 5                | 1                | 0                | 0                | 0                | 0                |
| 総通算           | 総通算           | 総通算           | 総通算           | 0                | 0                | 5                | 1                | 0                | 0                | 0                | 0                |